# 31376 Leobauersfeld
31376 Leobauersfeld este un asteroid din centura principală de asteroizi.

## Descriere
31376 Leobauersfeld este un asteroid din centura principală de asteroizi. A fost descoperit pe 14 decembrie 1998 la Socorro, New Mexico, în cadrul proiectului LINEAR. Asteroidul prezintă o orbită caracterizată de o semiaxă mare de 2,21 ua, o excentricitate de 0,11 și o înclinație de 9,0° în raport cu ecliptica.